# عاطف ياغي
عاطف ياغي هو شاعر لبناني الجنسية.

## نشأته وحياته
مواليد بعلبك 1934. نال إجازة اللغة العربية من كلية الآداب في بيروت عام 1968. عمل مدرساً عام 1955، واستمر يمارس التعليم في الثانويات الرسمية والخاصة. عضو باتحاد الكتاب اللبنانيين، ولجنة المناهج التربوية المكلفة بتحديث المناهج في مدارس لبنان.

## دواوينه الشعرية
- رسائل للنار 1970.[3]
- الحب والليل 1979.[2]
- ألم وأمل 1994.
- صدى الليل 1996.
- جسدان وروح 1998.